# Exochus canidens
Exochus canidens là một loài tò vò trong họ Ichneumonidae.